# الیتا پراکتر اوتیس
الیتا پراکتر اوتیس (انگلیسی: Elita Proctor Otis؛ زادهٔ ۱۸۵۱ – درگذشته ۱۰ اوت ۱۹۲۷) بازیگر تئاتر و سینما اهل ایالات متحده آمریکا بود.
دوران بازیگری وی در سینما، مابین سال‌های ۱۹۰۷ تا ۱۹۲۶ میلادی بود، اما خیلی پیش‌تر از آن در تئاتر فعالیت می‌کرد.
از فیلم‌های او می‌توان به الیور توئیست (۱۹۰۹) و رؤیای شب نیمه تابستان (۱۹۰۹) اشاره نمود.